# Fallätsche

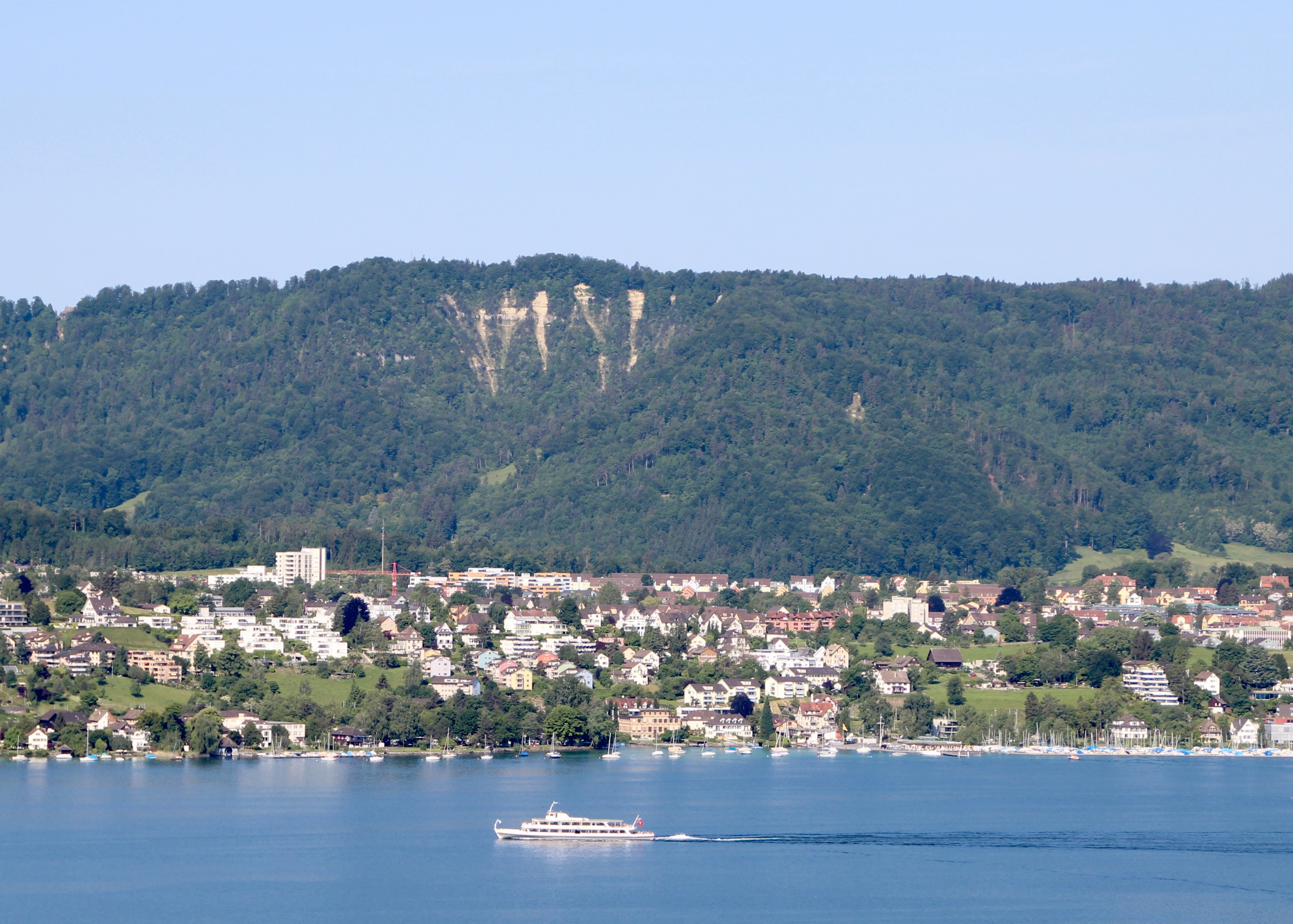
Fallätsche am Osthang des Albisgrats, vorne Wollishofen und der Zürichsee

Fallätsche wird ein markanter Erosionstrichter im Molassegestein des Albisgrats zwischen Uetliberg und Baldern genannt.

## Topographie

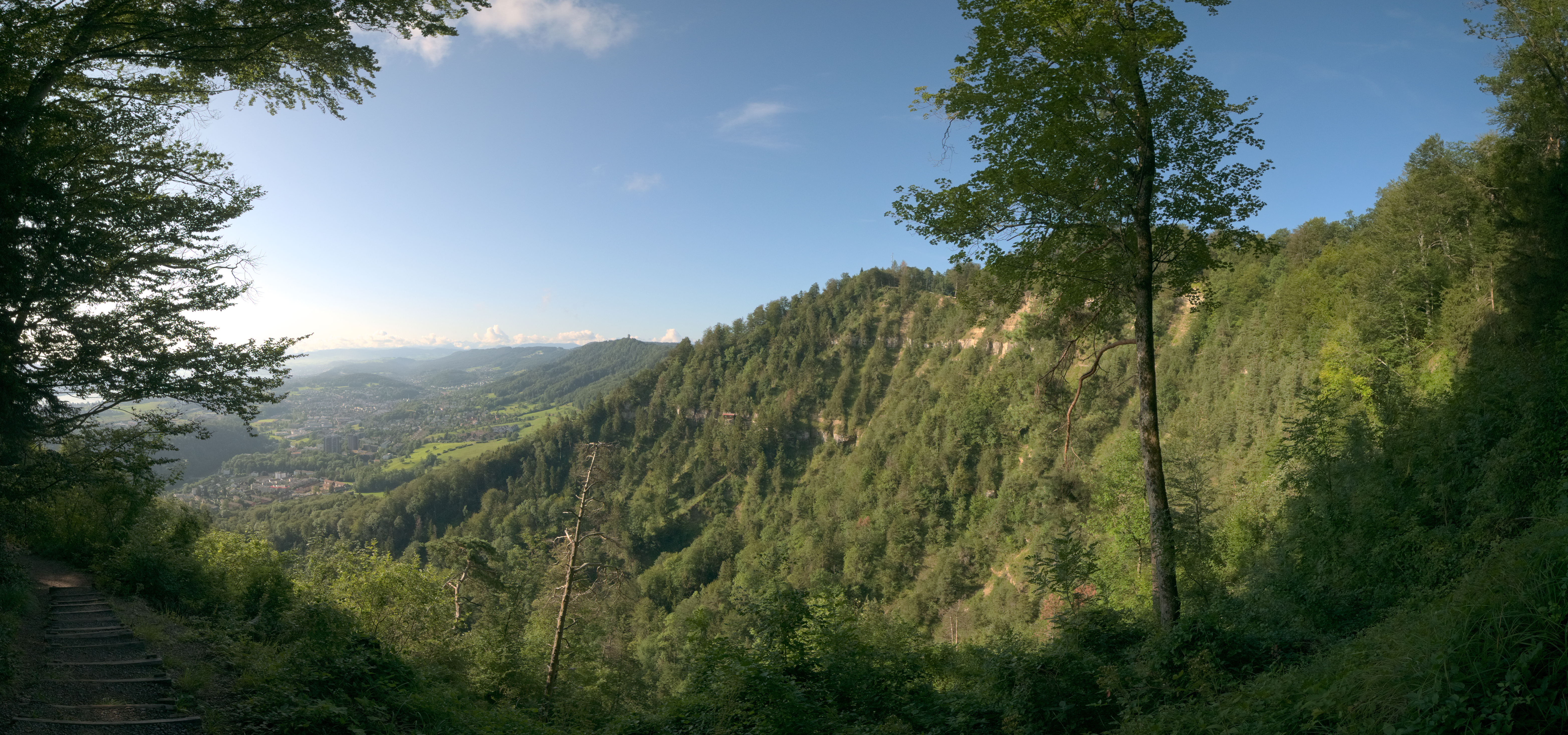
Südlicher Teil der Fallätsche mit Blick das Sihltal hinauf

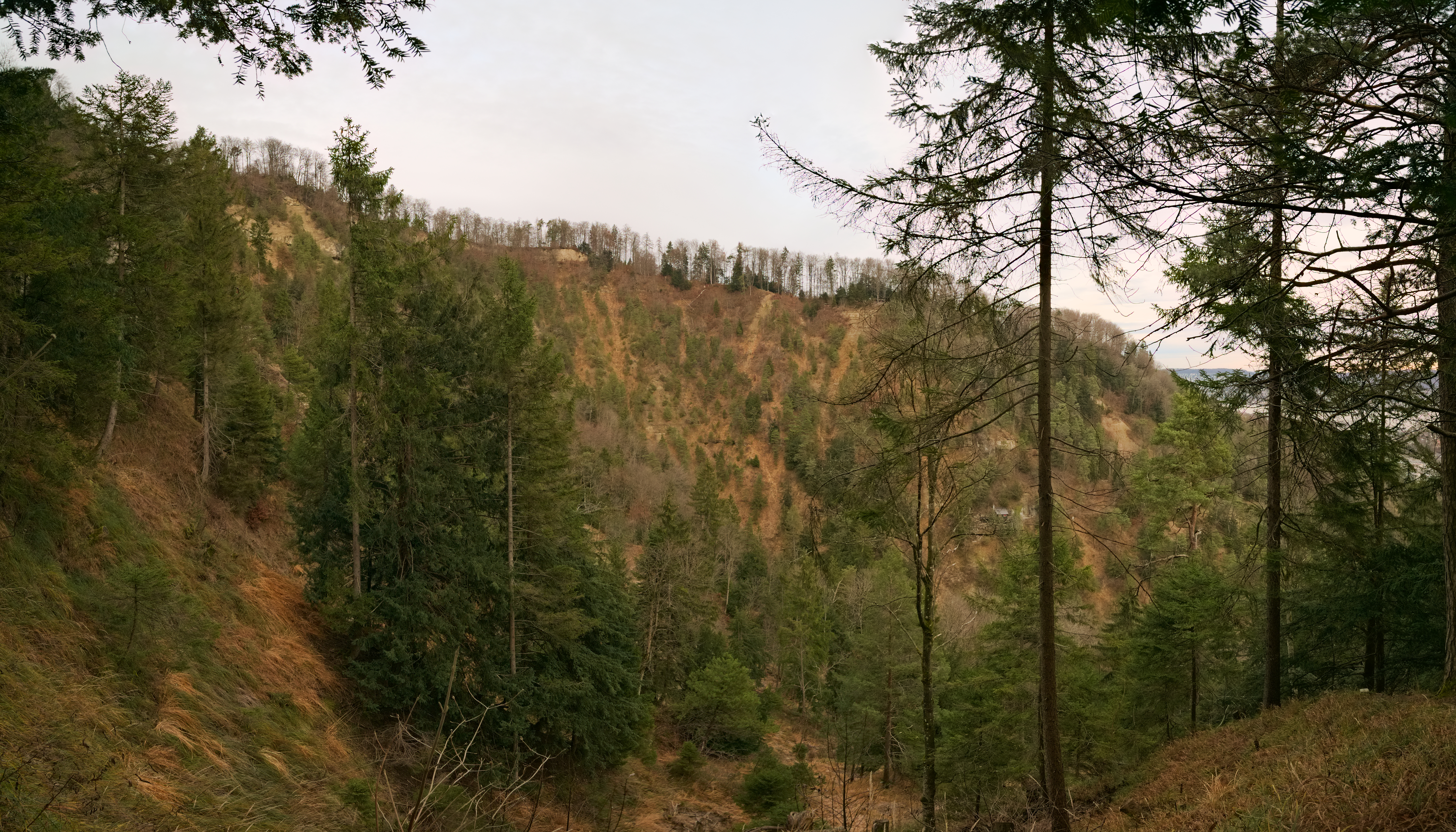
Nördlicher Teil der Fallätsche mit Felsenkammer, Bristenstäfeli und Teehüsli

Die Fallätsche liegt auf Gebiet des Quartiers Leimbach (Kreis 2) der Schweizer Stadt Zürich.
Der Flurname leitet sich möglicherweise von falaise (franz.: Steilküste) oder valláccia (galloromanisch: talartiger Einschnitt) ab.
Durch Rückwärtserosion frisst sich die in Nord-Süd-Richtung rund 400 Meter messende Fallätsche – sie reicht rund 200 Meter in das tiefergelegene Leimbach hinunter – langsam nach Westen, so dass der Gratweg (~780 m ü. M.) in der Vergangenheit mehrmals verschoben werden musste. Steinschlag tritt vergleichsweise oft auf, der letzte grössere Bergsturz fand am 8. Mai 2004 statt. Die Fallätsche ist das Quellgebiet des Rütschlibachs, der bei Leimbach in die Sihl mündet.

## Geologie
Die Steilwand der Fallätsche entstand bereits am Ende der letzten Eiszeit, als sich der Linthgletscher zurückzog. Die Erosion hat 300 Meter Molassesedimente aufgeschlossen. Die Albiskette bildet den südwestlichsten Ausläufer des Hörnli-Fächers. Seine Molasse wurde vom Ur-Rhein geschüttet, der seit dem mittleren Miozän sämtliche Bündner Quelläste aufgenommen und im östlichen Mittelland einen äusserst flachen Schwemmfächer aufgebaut hatte.
Die Molasseabfolge besteht aus vielen Wechseln von horizontal liegenden Mergel-, Sandstein-, Kalk- und Nagelfluhschichten. 1907 fand C. Escher-Hess unter 2394 Geröllen am Uetliberg 24,4 % Kalksteine, 62,2 % Dolomite, 3,3 % Radiolarite, 1,5 % Quarzite, 1,7 % rötliche Granite, 0,4 % Gneise, 0,5 % Quarzporphyre, 2,6 % Grüngesteine, Spilite, Diabase und Serpentinite sowie 0,4 % ostalpine Buntsandsteine; 3 % waren unbestimmbar. Unter den Kalken fand er ostalpinen Muschelkalk, Partnachschichten, Arlbergkalk, Raiblerschichten, Spongienkalke, Nummulitenkalk und gelbbraunen, organismenreichen Sandkalk.
Eine wenige Zentimeter mächtige Bentonitschicht ist grossflächig verbreitet. Der quellfähige Bentonit ist durch Verwitterung von vulkanischer Asche entstanden, die mit dem Wind über eine grosse Fläche verteilt wurde. Am Molassenfuss liegt ein Horizont aus bituminösem Mergel («Stinkkalke»), die beim Zerschlagen nach Petrol riechen, da sie viel organische Substanz enthalten.

## Flora und Fauna
Die Flora des Gebiets ist ausgesprochen artenreich: Im Jahr 1996 wurden 301 Gefässpflanzen, acht Farn- und 48 Moosarten gezählt. Hier wachsen nicht weniger als 74 Arten der regionalen Roten Liste gefährdeter Arten, wovon neun auch auf der gesamtschweizerischen Roten Liste stehen.
Zu den in der Schweiz seltenen Bewohnern des Gebiets zählen der Siebenschläfer und der Gelbringfalter.

## Wandern und Hütten
Die nicht markierten Trampelpfade (T4–T5 auf der SAC-Wanderskala) am Osthang gelten als recht gefährlich; so mussten schon mehrfach unvorsichtige Wanderer aus dem Erosionstrichter gerettet werden. Im Jahr 2003 hatten die im Flachland stationierten Hubschrauber der REGA keine Seilwinde, weshalb für eine Rettung in jenem Jahr ein anderer Typ aus dem Alpenraum herbeigerufen werden musste.
Die Gratstrasse auf dem Albisgrat von der Bergstation der Uetlibergbahn bis Baldern wurde ursprünglich als Trassee einer Eisenbahnlinie vom Üetliberg zum Albishorn erbaut; das Projekt wurde nie verwirklicht.
Das Fallätschengebiet ist Standort mehrerer Clubhütten, die in den ersten zwei Jahrzehnten des 20. Jahrhunderts entstanden sind, als die Fallätsche noch weniger bewaldet war: Das Bristenstäfeli, die Alpina-Hütte, die 1908/09 errichtete Teehütte Fallätsche des Alpenclubs zur steilen Wand zwischen Gratweg und Ruine Manegg, die 1909/10 erbaute Glecksteinhütte des Alpenclubs Amicitia zwischen Gratweg und Friedhof Leimbach sowie die Hütte des Alpenclub Felsenkammer.

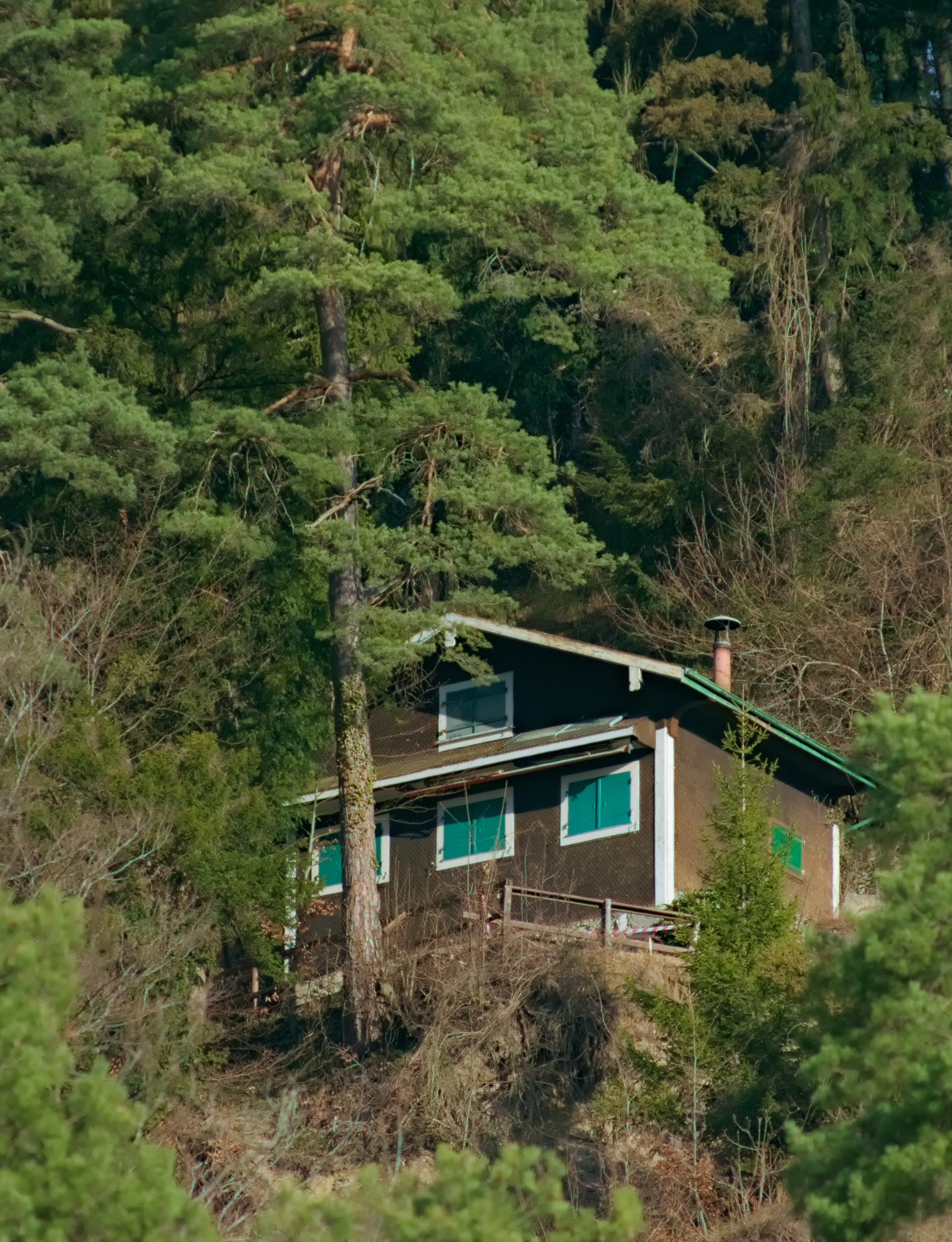
Bristenstäfeli
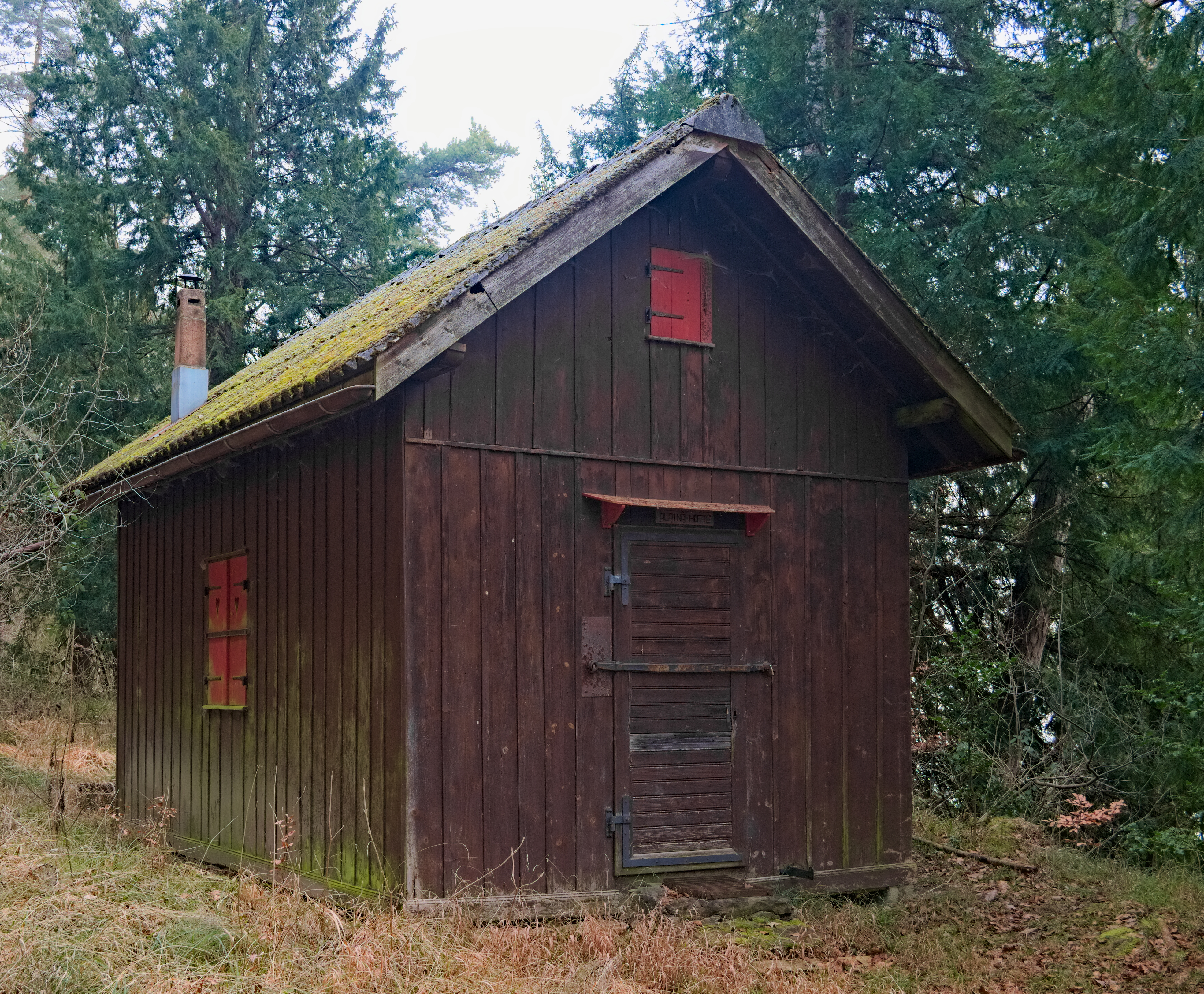
Alpina-Hütte
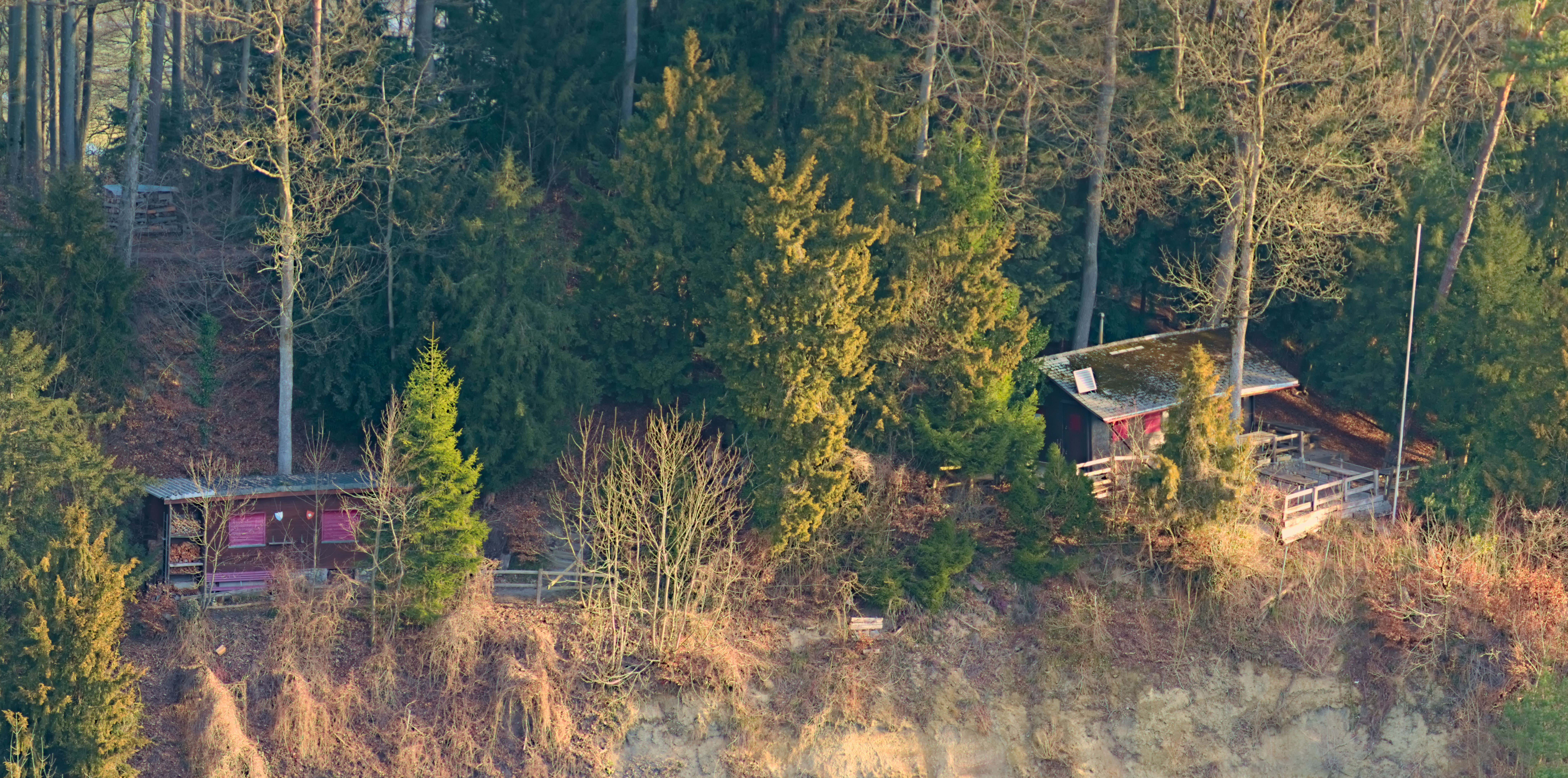
Teehüsli Fallätsche
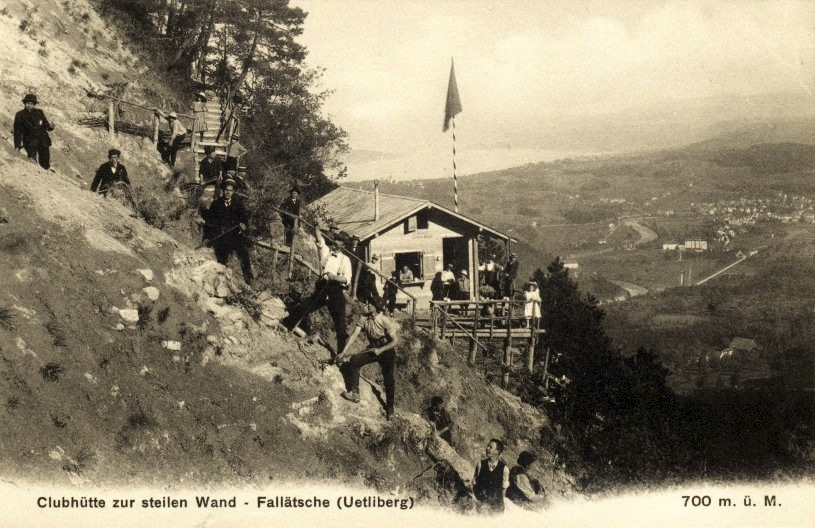
Teehütte 1909
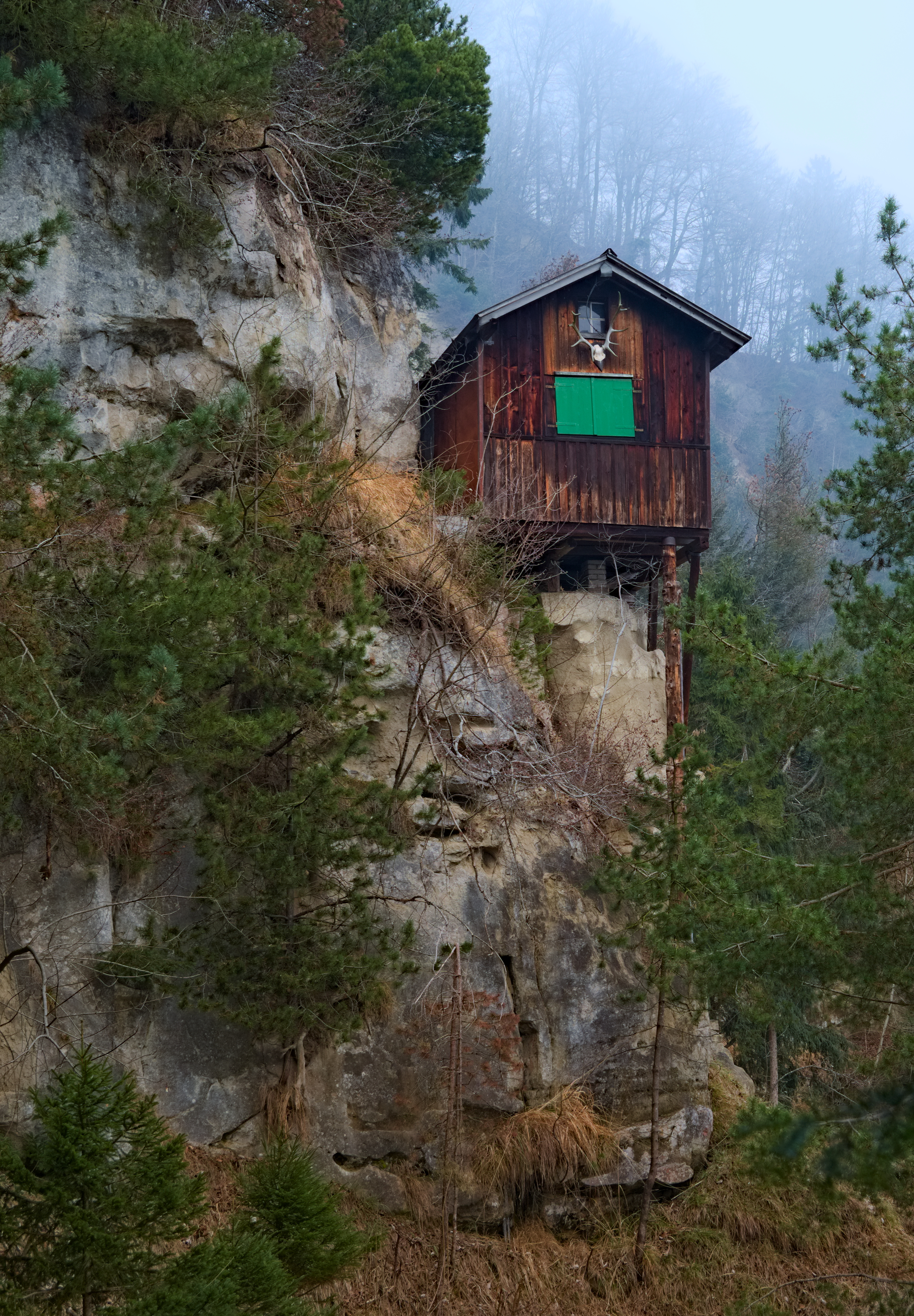
Glecksteinhütte
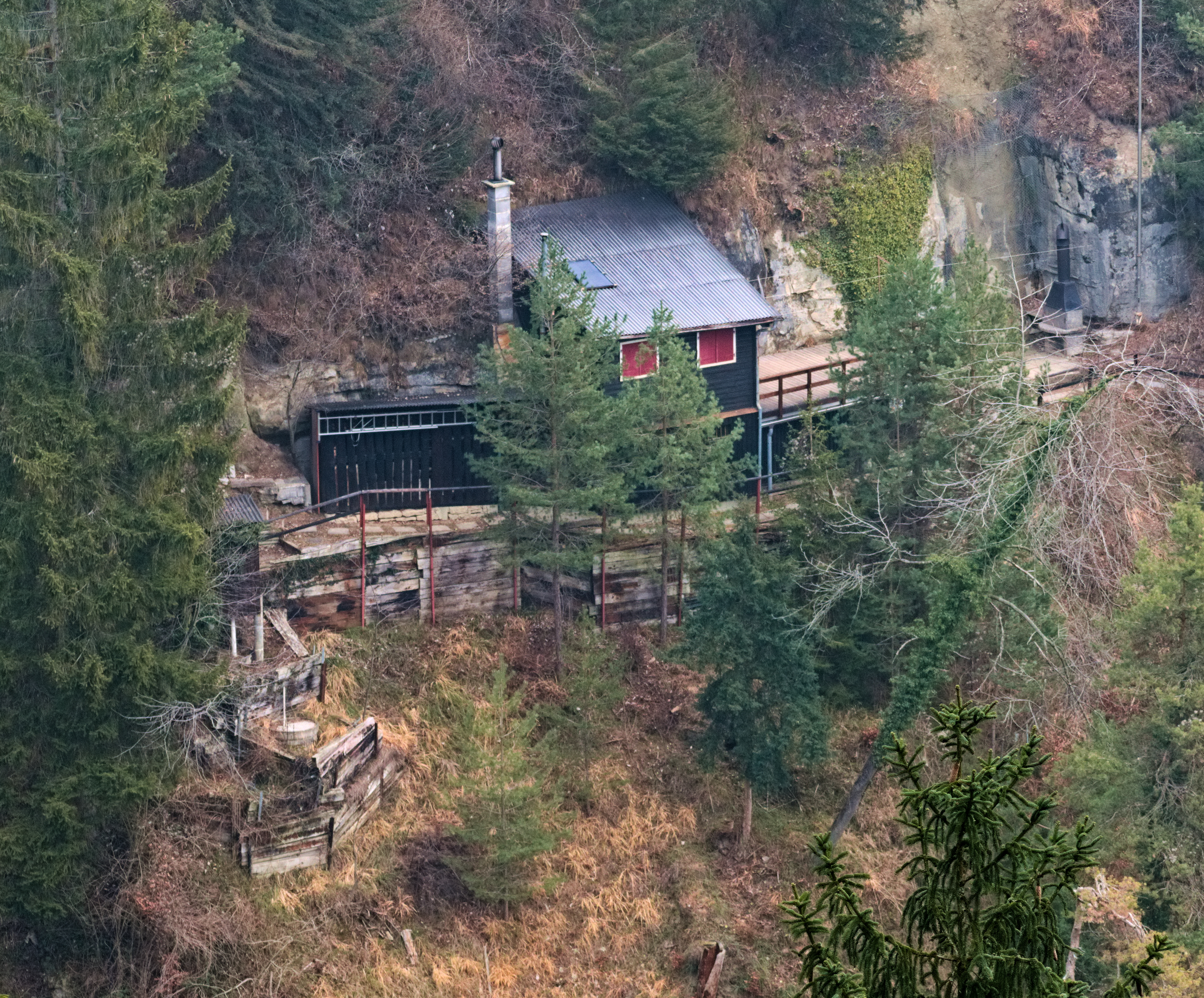
Felsenkammer-Hütte

## Landschaftsschutz
Die Albiskette und das Reppischtal wurden 1983 in das Bundesinventar der Landschaften und Naturdenkmäler von nationaler Bedeutung (Objektnummer 1306) aufgenommen. Grosse Teile der Flächen sind Wälder mit naturkundlicher Bedeutung (WNB) und als Landschaftsschutzgebiet ausgewiesen.
Zusammen mit fünf weiteren Gebieten am Uetliberg – insgesamt 61 Hektaren – wurde die Fallätsche vom Stadtrat Zürich im Dezember 2009 in das städtische Inventar von Schutzgebieten mit strengen Auflagen betreffend die Nutzung als Freizeitareal aufgenommen. Eine für das gesamte Gebiet umfassende Verordnung sei für einen späteren Zeitpunkt geplant, und die Erweiterung der Schutzgebiete ist ein erklärtes Ziel, um die biologische Vielfalt zu fördern und weil zunehmend mehr Arten und Ökosysteme verloren gehen.